# Burnetia
Burnetia es un género extinto de terápsidos que pertenece a la familia Burnetiidae, que a su vez pertenece al suborden Biarmosuchia. Burnetia se conoce por el holotipo (BMNH R5397), un cráneo sin la mandíbula. Fue descrito por Broom en 1923; se halló en Sudáfrica y vivió a finales del Pérmico (Wuchiapingiense al Changhsingiense). Debido a su mala conservación y al aplastamiento dorsoventral del cráneo es difícil de interpretar. La línea estructural de la bóveda craneana está distorsionada por la anatomía inusual del techo del cráneo, que posee muchas protuberancias. El uso de éstas es desconocido, pero pudo tener alguna utilidad para luchar o la selección sexual.